# George Monck, 1. hertug af Albemarle
 Der er for få eller ingen kildehenvisninger i denne artikel, hvilket er et problem. Du kan hjælpe ved at angive troværdige kilder til de påstande, som fremføres i artiklen.

 Denne artikel bør gennemlæses af en person med fagkendskab for at sikre den faglige korrekthed.

George Monck, 1. hertug af Albemarle (født 6. december 1608 i Devonshire (Potheridge), død 3. januar 1670 i London) var en engelsk general.

## Baggrund og karriere
Monck var af en beskeden, men gammel Devonshire familie. Han begyndte i en alder af 17 år sin militære løbebane efter at være uddannet i nederlandsk tjeneste. Efter først at have gjort tjeneste i flåden gik han over i landhæren og avancerede til oberstløjtnant, inden borgerkrigen brød ud.
Han sluttede sig til royalisterne og blev som oberst sendt til Irland, hvor han i et par år under vanskelige forhold, da hans soldater manglede alt, holdt kampen gående med parlamentets hær. 1642 vendte han tilbage til England og var nu stabschef i kongens hær, til han i 1644 blev fanget af parlamentstropperne. Først to år efter blev han fri og opgav nu kongens sag, hvorpå han blev sendt til Irland (1647) mod royalisterne, der i juli 1649 overtalte ham til at kapitulere og rømme alle sine stillinger. 

## Tjeneste i Skotland og indtog i London
Hans underhandlinger i den anledning gjorde ham mistænkelig i parlamentet, der ikke ville godkende kapitulationen, men Cromwell, der værdsatte hans militære evner, ansatte ham som generalløjtnant i den hær, han i 1650 førte til Skotland. Monck udmærkede sig gentagne gange i kampen mod Karl II's tilhængere, og forblev i Skotland som kommanderende general indtil 1660, når undtages at han 1653 under Blake deltog i søkrigen mod Holland og blandt andre træfninger også var med i det blodige slag ved Katwijk (8.—10. august), hvor Martin Tromp faldt. 
Under sit ophold i Skotland afviste han royalisternes tilnærmelser, men Cromwells parti stolede ikke på ham, og efter protektorens død og hans søns tilbagetræden året efter (1659) ventede alle, at Monck ville gøre ende på militærherredømmet. Han var imidlertid forsigtig og forhastede sig ikke, og først nytårsdag 1660 marcherede han med 6000 mand ind i England og drog mod London, som han besatte uden modstand. 

## Indsættelsen af Karl II på den engelske trone
De af Cromwell 1648 udelukkede parlamentsmedlemmer blev nu atter indkaldt og indtog igen deres sæde i parlamentet, og forhandlingerne mellem Monck og Karl II havde så god fremgang, at det nyvalgte parlament, der 25. april afløste "det lange parlament", allerede 8. maj kunne erklære Karl for Englands konge, hvorpå hans landstigning fandt sted 26. maj. Monck fik talrige hædersbevisninger af kongen, der udnævnte ham til hertug af Albemarle, hosebåndsridder, overstaldmester, kammerherre og medlem af gehejmerådet. 
Monck kom dog hverken til at spille en rolle som politiker eller ved hoffet, men vendte tilbage til militær tjeneste, hvor han som admiral kæmpede med den hollandske flåde under Ruyter i det store firedagesslag ved Dunkerque (11.—15. juni 1666). Her sejrede hollænderne i første omgang, men et par uger efter tilføjede Monck dem et nederlag. 